# Camilla Metelmann
Camilla Metelmann (født 29. september 1983 i Aabenraa) er en dansk skuespiller.
Metelmann er blevet undervist af skuespilleren Peter Gilsfort.

## Filmografi
- Rovdrift (2006)
- Kunsten at græde i kor (2007)